# Eurobeat
Eurobeat – gatunek muzyki pochodzący z Europy. Podgatunek italo disco z lat osiemdziesiątych (znany jako eurodisco). W USA nazywany Hi-NRG i przez krótki okres dzielił to określenie z wczesnymi hitami muzyki freestyle’owej.
„Eurobeat” jest również silnie powiązany z japońską kulturą Para Para, ale w zupełnie inny sposób, co jest wyjaśnione w dalszej części artykułu.

## Pierwsze użycie słowa „Eurobeat”
Termin „Eurobeat” użyty był po raz pierwszy w Wielkiej Brytanii, kiedy grupa Stock Aitken Waterman, stworzyła komercyjny gatunek muzyki nazwany – na te czasy – „eurobeat”. Zespoły z połowy lat osiemdziesiątych (Dead or Alive, Bananarama, Jason Donovan, Sonia Evans, Kylie Minogue itd.) silnie bazowały na tym, jak Italo disco brzmiało dla Brytyjczyków, podczas ich wakacji w popularnych w latach osiemdziesiątych miejscach (głównie Grecja, gdzie Italo disco było bardzo popularne). Ten sam termin był także używany, by opisać pierwsze hity Pet Shop Boys i inne brytyjsko-podobnych dance’owych i electropopowych zespołów w tamtych czasach.

## Eurobeat w Japonii
Tymczasem, w 1985, termin „Eurobeat” przeniósł się na japoński rynek muzyczny, aby opisać wszystkie style muzyczne spoza kraju podobne do dance’u, nie bazujące na brytyjskich tworach. Te utwory były hitami „Italo disco”, produkowanymi głównie we Włoszech lub Niemczech. Ta muzyka stała się muzyką nightclubowej kultury Para Para, która znana była od wczesnych lat osiemdziesiątych. Japonia znała Italo disco, dzięki sukcesowi niemieckiej grupy „Arabesque”, która rozpadła się w 1984, ale wydała 2 single w 1985 i 1986, produkowane i miksowane przez Michaela Cretu (z Enigma), które brzmiały bardzo podobnie do Italo disco. Późniejszy solowy sukces Sandry Cretu (była ona wokalistką Arabesque) jeszcze bardziej przyczynił się do rozpowszechnienia się tej muzyki w Japonii. To wydarzenie, przyciągnęło uwagę wielu producentów Italo disco (głównie Włochów i Niemców) i w późnych latach osiemdziesiątych stworzyli nową muzykę specjalnie dla Japonii, nieznaną nigdzie indziej na świecie. W drugiej połowie lat 90. XX wieku eurobeat został spopularyzowany przez różne anime, jak np. Initial D, dzięki czemu do dziś cieszy się dużą popularnością.